# Bacteria virgulata
Bacteria virgulata är en insektsart som beskrevs av Ludwig Redtenbacher 1908. Bacteria virgulata ingår i släktet Bacteria och familjen Diapheromeridae. Inga underarter finns listade.